# 王軌
王 軌（おう き、生年不詳 - 579年）は、北周の軍人。小名は沙門。賜姓烏丸氏。本貫は太原郡祁県。

## 経歴
平原県公の王光の子として生まれた。若くして輔城公宇文邕に仕えた。560年（武成2年）、宇文邕（武帝）が即位すると、前侍下士となった。まもなく左侍上士に転じた。内史上士・内史下大夫に累進し、儀同三司の位を加えられた。武帝の信任を受けて重用され、宇文護を排除する計画にも参与した。
572年（建徳元年）、内史中大夫に転じ、開府儀同三司の位を加えられた。さらに上開府儀同大将軍の位を受け、上黄県公に封じられ、国政に参与した。576年（建徳5年）、皇太子宇文贇が吐谷渾に侵攻するにあたって、王軌は宇文孝伯とともに武帝の命を受けて従軍し、軍の進退についての実質的決定権は王軌らに委ねられた。ときに鄭訳や王端らが宇文贇に近侍していたが、宇文贇が軍中で不祥事を起こし、鄭訳らもこれに関わっていた。軍が帰還して、王軌らがこのことを武帝に報告すると、武帝は激怒して宇文贇を鞭打ち、鄭訳らの官爵を剥奪した。宇文贇はこのことで王軌らを逆恨みした。
武帝が北斉に対して親征すると、北周の六軍は晋州を包囲した。北斉の晋州刺史の崔景嵩が城の北面を守っていたが、夜中にひそかに内応の使者を送ってきた。王軌は崔景嵩の手引きで未明に城内に侵入し、鼓を鳴らして騒いだ。斉軍は恐慌を起こして、城を捨てて敗走した。このため晋州は陥落し、北斉の海昌王尉相貴をはじめ、兵士8000人を捕虜とした。つづいて周軍が并州や鄴を落とすと、王軌は功績により上大将軍の位に進んだ。577年（建徳6年）、郯国公の爵位を受けた。
陳の呉明徹が呂梁に侵攻してくると、徐州総管の梁士彦はたびたび敗戦して、州城を保つのみになり、あえて出撃しようとしなかった。呉明徹は徐州城に清水の水を引き入れて水攻めにし、城下に戦艦を浮かべて攻略を図った。578年（宣政元年）、王軌は行軍総管となり、諸軍を率いて救援におもむいた。王軌は清水と淮水の合流地点にひそみ、川底に車輪を貫く鉄鎖を横渡しにして、船の退路を遮断した。さらに堰を決壊させるために堰を守る陳兵を殺害した。呉明徹がこれを察知すると、堰の破壊とともに撤退をはじめた。戦艦は水の流れに乗って淮水に入ろうとしたが、清水と淮水の合流地点では川幅が広く、水勢も衰えて、戦艦は川底の車輪にひっかかって、動けなくなった。王軌は兵を率いてこれを包囲した。陳将の蕭摩訶率いる2000騎を取り逃したものの、呉明徹および陳の将兵3万人あまりを捕らえた（呂梁の戦い）。王軌は武帝の賞賛を受けて、位は柱国に進み、徐州総管・七州十五鎮諸軍事に任じられた。
かつて王軌は宇文贇が皇太子として任に耐えないと考え、賀若弼の同意をえて、皇太子の廃位を武帝に進言した。武帝は宇文贇の不徳を認めたが、次男の漢王宇文賛はまた才能がなく、その他の諸子はいずれも幼かったため、王軌の意見を容れることができなかった。宇文贇（宣帝）が即位すると、鄭訳らが再び近侍となり、王軌は災いが必ず自身に及ぶとさとって、親しい人に遺言した。579年（大象元年）、宣帝は内史の杜虔信を徐州に派遣して王軌を殺させた。

## 伝記資料
- 『周書』巻40 列伝第32
- 『北史』巻62 列伝第50